# Іскович-Лотоцький Ростислав Дмитрович
Іскович-Лотоцький Ростислав Дмитрович (нар. 6 червня 1947) — доктор технічних наук (1987), професор (1990), завідувач кафедри галузевого машинобудування Вінницького національного технічного університету (2016-2018) , відмінник освіти України (2015), заслужений працівник освіти України (2018).

## Життєпис
Ростислав Дмитрович Іскович-Лотоцький народився 6 червня 1947 року у м. Чернівцях Чернівецької області у родині службовців. У 1965 році  закінчив СШ № 35 м. Чернівці та вступив до Вінницького філіалу Київського політехнічного інституту, де навчався за спеціальністю «Технологія машинобудування, металорізальні верстати та інструменти». У 1970 р. отримав диплом з відзнакою інженера-механіка.

## Професійна діяльність
1970 — прийнятий інженером-конструктором третьої категорії
1971 — зарахований на посаду інженера Вінницького філіалу Київського політехнічного інституту
1972 — переведений на посаду асистента кафедри металорізальних верстатів та інструментів
1974 — захистив кандидатську дисертацію в спецраді Московського державного технічного університету ім. М. Е. Баумана, м. Москва за спеціальністю «Процеси та машини обробки тиском»
1976 — переведений на посаду старшого викладача кафедри металорізальних верстатів та інструментів
1977 — переведений на посаду доцента кафедри металорізальних верстатів та інструментів
1978 — присвоєно вчене звання доцента
1987 — захистив докторську дисертацію в спецраді Московського державного технічного університету ім. М. Е. Баумана, м. Москва за спеціальністю «Процеси та машини обробки тиском»
1988 — переведений на посаду професора і завідувача кафедри проектування та устаткування автоматизованого виробництва
1990 — присвоєно вчене звання професора
1993 — переведений на посаду завідувача кафедри металорізальних верстатів та обладнання автоматизованих виробництв
2016 — обраний на посаду завідувача кафедри галузевого машинобудування

## Звання та нагороди
2009 — нагороджений Почесною Грамотою Міжнародної асоціації спеціалістів промислової гідравліки і пневматики
2010 — нагороджений Почесною грамотою Вінницької обласної державної адміністрації та обласної Ради 
2011 — нагороджений Почесною грамотою Міністерства освіти і науки, молоді та спорту України
2015 — нагороджений Почесним знаком Відмінник освіти України
2017 — нагороджений медаллю "За заслуги" імені Трифона Башти Асоціацією спеціалістів промислової гідравліки та пневматики
2018 — присвоєно Почесне звання Заслужений працівник освіти України [Архівовано 16 лютого 2019 у Wayback Machine.]

## Науково-методична діяльність
Іскович-Лотоцький Р. Д. автор понад 450 наукових праць, в тому числі 12 монографій, 1 підручника, 15 навчальних посібників (з них три – з грифом МОН України), 140 авторських свідоцтв та патентів.
Здійснює науково-дослідну та конструкторську роботу в напрямі "Теорія розрахунку і розробка вібраційних процесів та обладнання", "Виробництво енергоносіїв із органічних відходів з використанням технологій фазового розділення, піролізу та газо- і парогенерації".
Р. Д. Іскович-Лотоцький — член редколегій фахових наукових видань: Всеукраїнського науково-технічного журналу «Вібрації в техніці та технологіях»,  «Вісник ВПІ» та «Промислова гідравліка і пневматика», електронного наукового фахового видання «Наукові праці Вінницького національного технічного університету».
За активну громадську, навчально-педагогічну та науково-дослідну роботу обраний членом міжнародної асоціації безперервної інженерної освіти (ІАСЕЕ), що діє під егідою ЮНЕСКО. До 2016 року був членом Науково-методичної комісії за галуззю знань 0505 «Машинобудування та матеріалообробка» (секція за фаховим напрямом «Машинобудування») МОН України.
Іскович-Лотоцький Р. Д. з 2000 р. очолює спеціалізовану Вчену раду із захисту кандидатських дисертацій у ВНТУ. Підготував 15 кандидатів та 2 доктора технічних наук.
Наукова школа Ісковича-Лотоцького Р. Д. із створення вібраційних та віброударних машин з гідроімпульсним приводом добре відома у ближньому та дальньому зарубіжжі, що дозволяє підтримувати тісні наукові зв’язки з вченими Білорусі, Литви, Польщі, Росії, Румунії.

### Викладає дисципліни
— «Гідравліка, гідро- та пневмопривод»
 — «Системи вібраційних приводів технологічних машин»
 — «Приводи автоматизованого устаткування»
 — «Обладнання та транспорт механообробних цехів»

## Монографії
1. Вибрационные прессы : монография / Р. Д. Искович–Лотоцкий, И. Б. Матвеев. — Москва : НИИМаш, 1979. — 50 с.
2. Використання гідроімпульсного приводу в обладнанні переробних виробництв : монографія / Р. Д. Іскович-Лотоцький, Р. Р. Обертюх, О. В. Поліщук ; ВНТУ. — Вінниця : ВНТУ, 2013. —116 с. [Архівовано 28 січня 2019 у Wayback Machine.]
3. Вібраційні та віброударні пристрої для розвантаження транспортних засобів : монографія / Р. Д. Іскович-Лотоцький, Я. В. Іванчук ; ВНТУ. — Вінниця : ВНТУ, 2012. —156 с. [Архівовано 29 січня 2019 у Wayback Machine.]
4. Вібраційні та віброударні процеси і машини у ливарному виробництві : монографія / М. М. Вірник, Р. Д. Іскович-Лотоцький, Н. Р. Веселовська ; ВНТУ. — Вінниця : УНІВЕРСУМ-Вінниця, 2007. —198 с.
5. Віброабразивна обробка деталей на установках з гідроімпульсним приводом : монографія / Р. Д. Іскович-Лотоцький, О. Д. Манжілевський ; ВНТУ. — Вінниця : ВНТУ, 2014. —152 с. [Архівовано 28 січня 2019 у Wayback Machine.]
6. Генератори імпульсів тиску для керування гідроімпульсними приводами вібраційних та віброударних технологічних машин : монографія / Р. Д. Іскович-Лотоцький, Р. Р. Обертюх, М. Р. Архипчук ; ВНТУ. — Вінниця : УНІВЕРСУМ-Вінниця, 2008. — 171 с.
7. Генератори імпульсів тиску для керування гідроімпульсними приводами вібраційних та віброударних технологічних машин [Електронний ресурс ] : монографія / Р. Д. Іскович-Лотоцький, Р. Р. Обертюх, М. Р. Архипчук ; ВНТУ. – Електронні текстові дані. — Вінниця : УНІВЕРСУМ-Вінниця, 2008. — Мережа НТБ ВНТУ.
8. Гидропривод сваепогружающих и грунтоуплотняющих машин : монография / Р. Д. Искович–Лотоцкий, М. Е. Иванов, И. Б. Матвеев, В. А. Пишенин, И. В. Коц. — Москва : Машиностроение, 1977. — 174 с.
9. Основи теорії розрахунку та розробка процесів і обладнання для віброударного пресування : монографія / Р. Д. Іскович-Лотоцький ; МОН України, ВНТУ. — Вінниця : УНІВЕРСУМ-Вінниця, 2006. — 338 с.
10. Процеси та машини вібраційних і віброударних технологій : монографія / Р. Д. Іскович-Лотоцький, Р. Р. Обертюх, І. В. Севостьянов ; МОН України. — Вінниця : УНІВЕРСУМ-Вінниця, 2006. — 291 с. [Архівовано 28 січня 2019 у Wayback Machine.]
11. Технологія моделювання оцінки параметрів формоутво-рення заготовок з порошкових матеріалів на вібропресовому обладнанні з гідроімпульсним приводом : монографія / Р. Д. Іскович-Лотоцький, О. В. Зелінська, Я. В. Іванчук. — Вінниця : ВНТУ, 2018. — 152 с. — ISBN 978-966-641-723-0. [Архівовано 4 листопада 2019 у Wayback Machine.]
12. Іванчук Я. В. Гідравліка, гідро- та пневмоприводи. Частина 1. Основні закони, рівняння та визначення : навчальний посібник / Я. В. Іванчук, Р. Д. Іскович-Лотоцький. – Вінниця : ВНТУ, 2019. – 183 с. [Архівовано 14 серпня 2020 у Wayback Machine.]